# Cordia roxburghii
Cordia roxburghii är en strävbladig växtart som beskrevs av Charles Baron Clarke. Cordia roxburghii ingår i släktet Cordia, och familjen strävbladiga växter. Inga underarter finns listade i Catalogue of Life.